# Marienkirche (Strausberg)

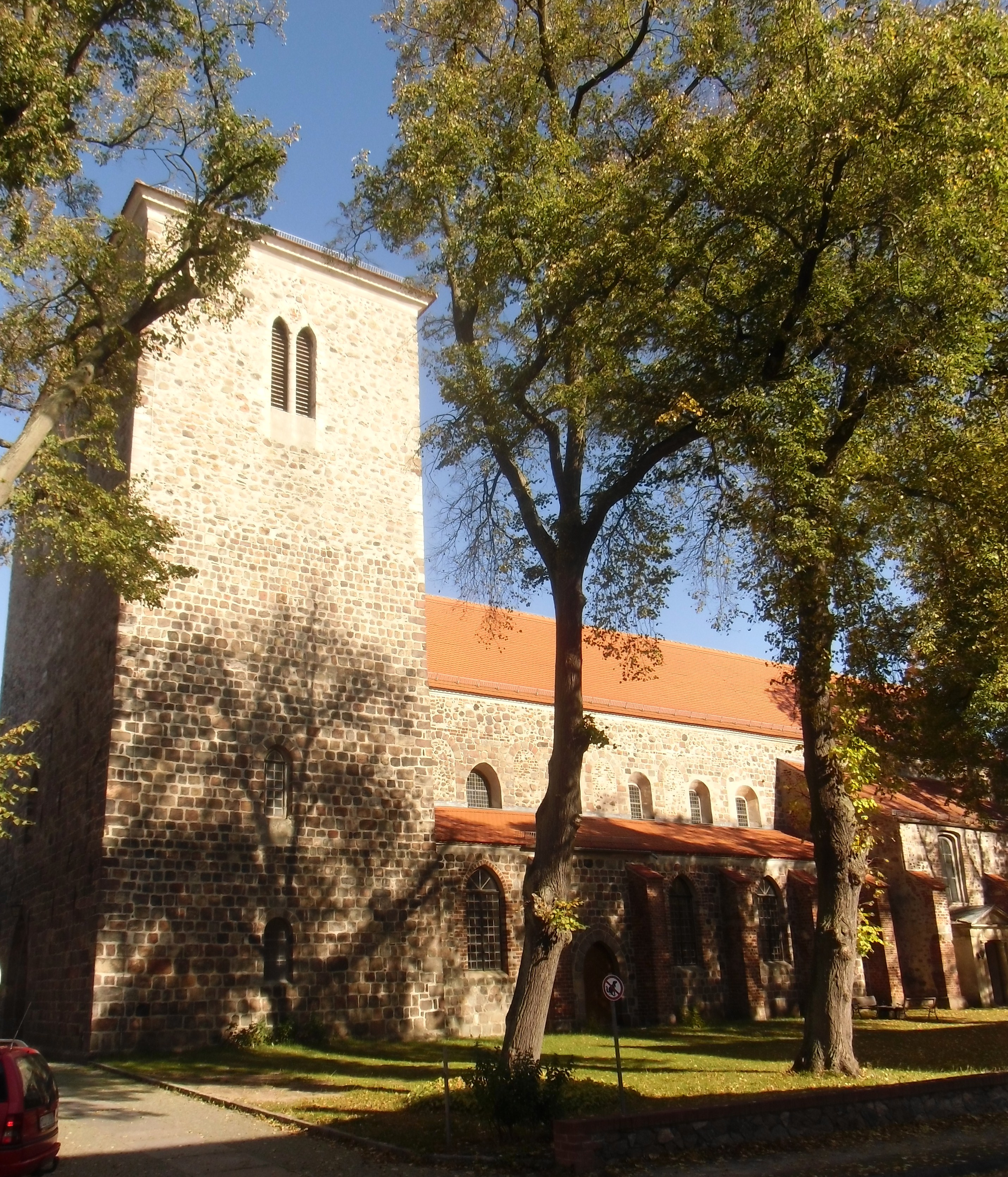
Ansicht von Südwesten

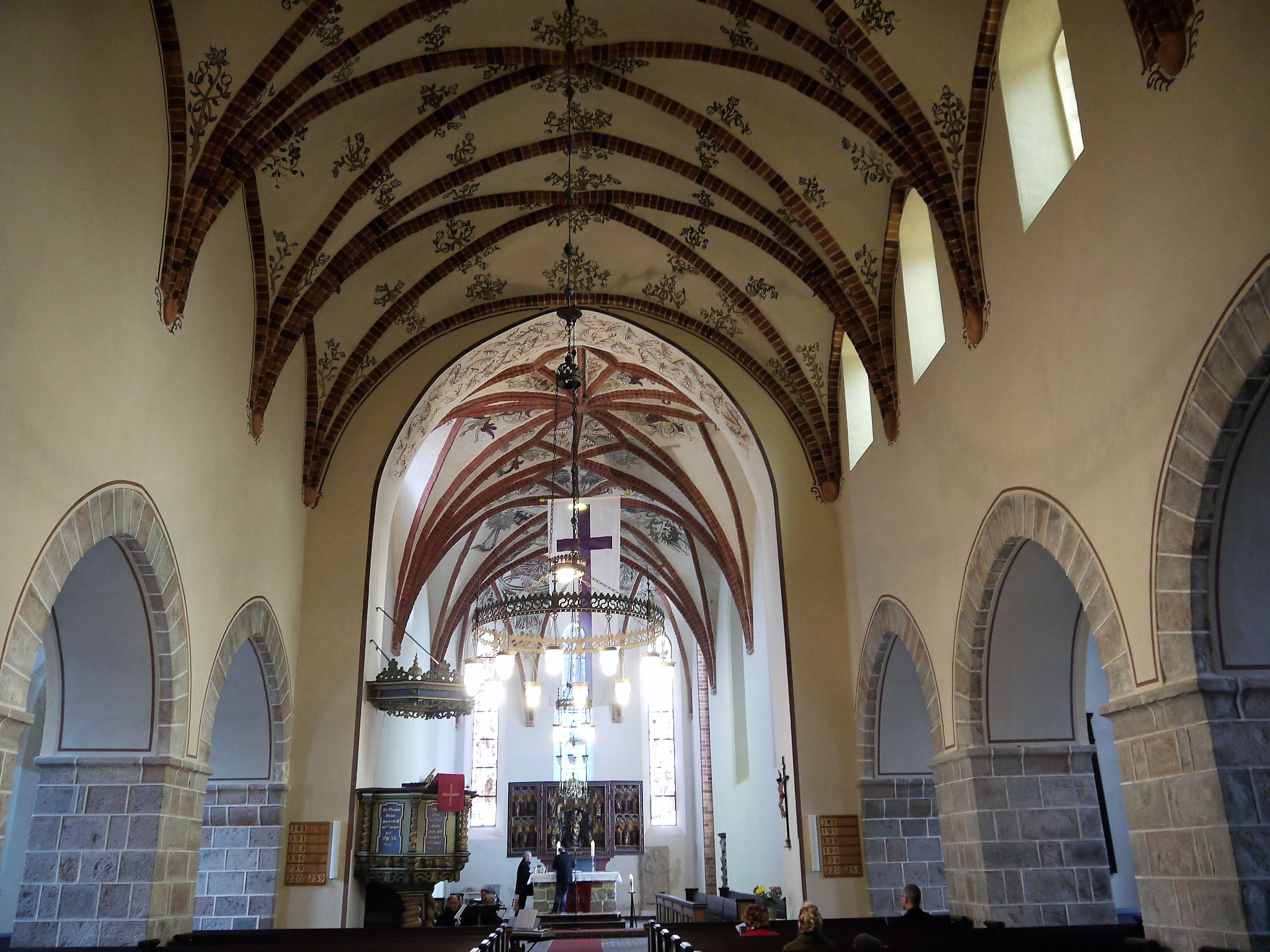
Innenansicht (2016)

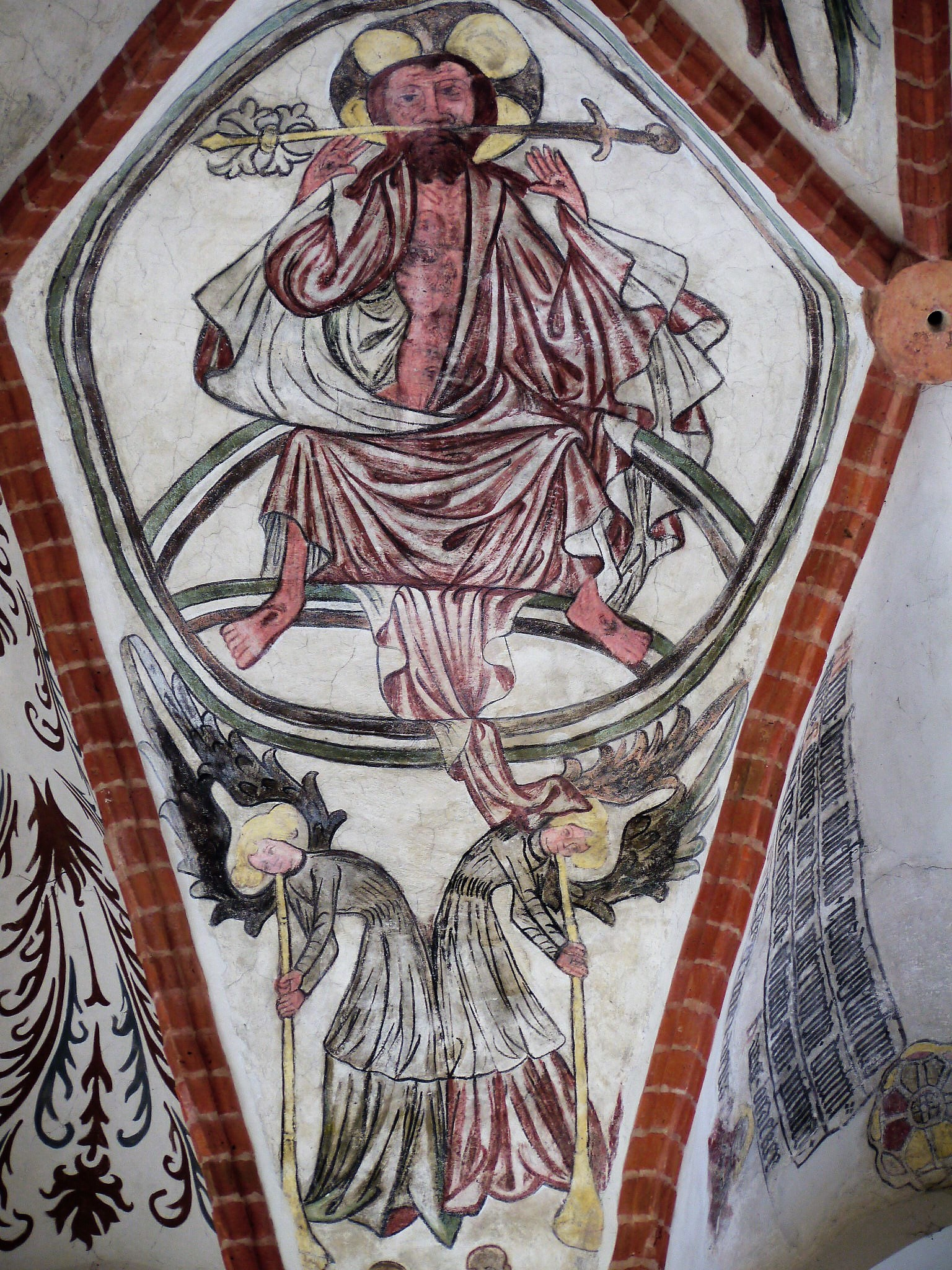
Gewölbemalerei

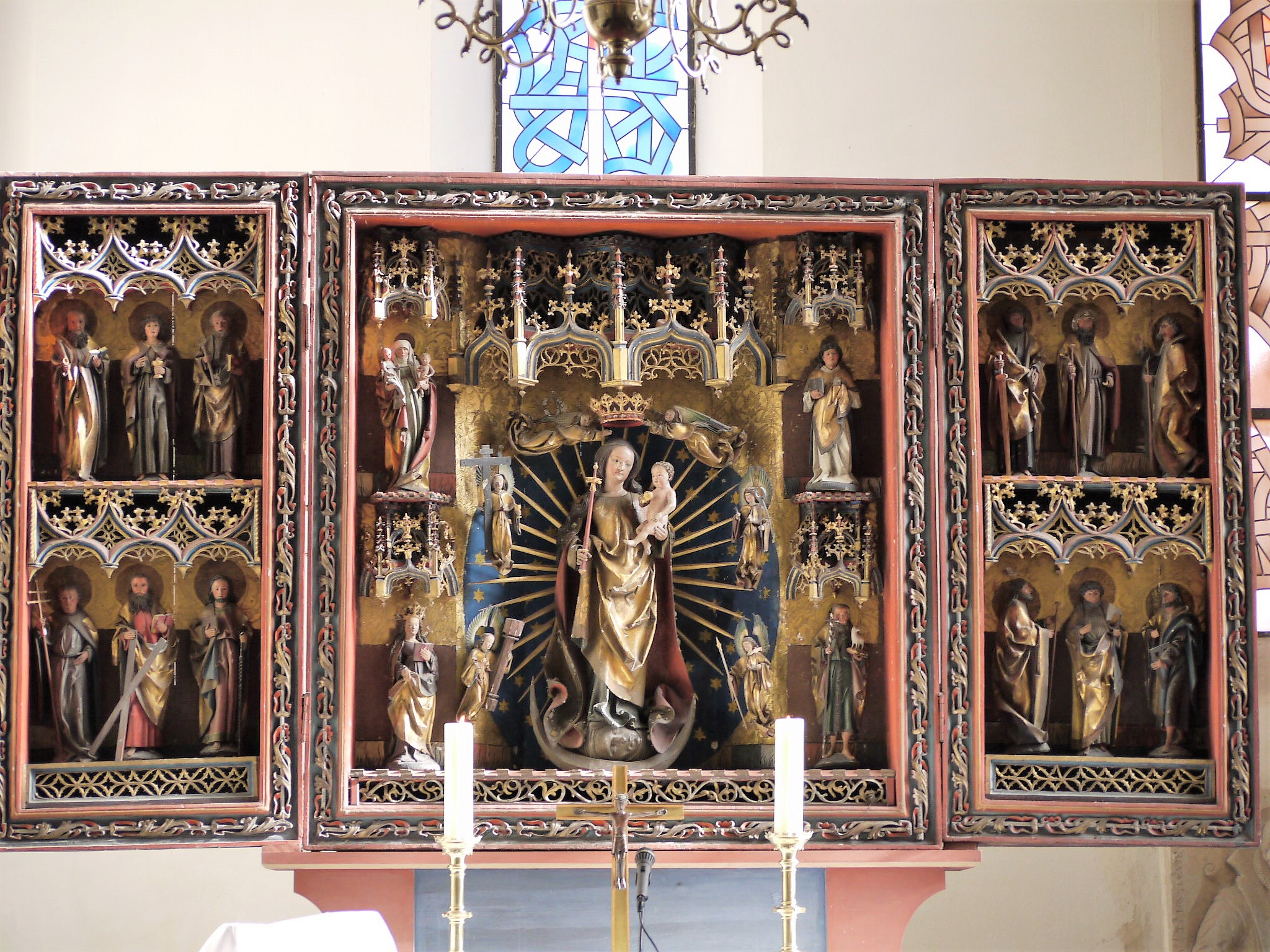
Flügelaltar

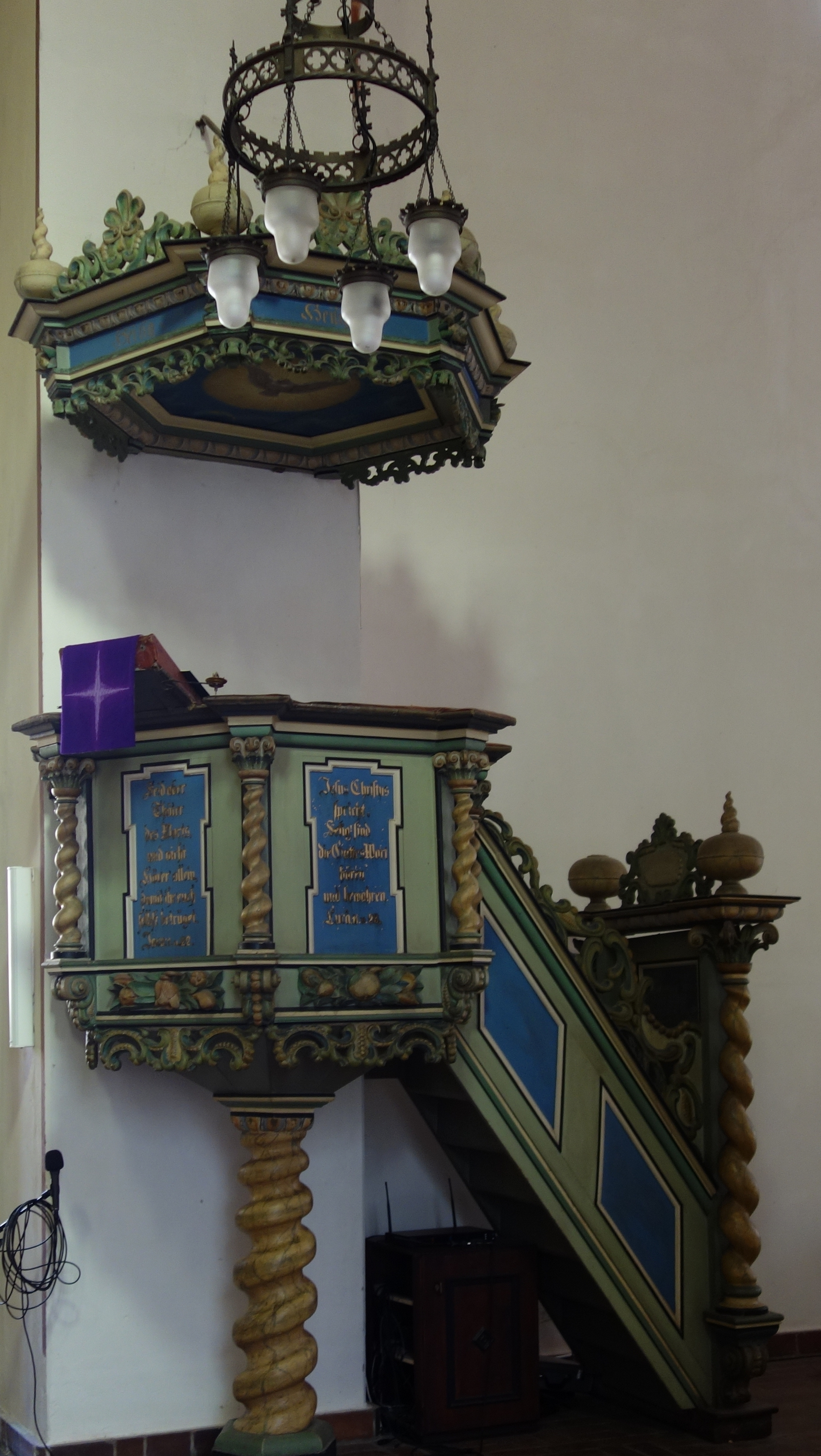
Kanzel

Die Marienkirche, auch als Stadtpfarrkirche St. Marien bezeichnet, ist eine mittelalterliche Kirche in Strausberg (Landkreis Märkisch-Oderland, Brandenburg). Sie gilt als das älteste und höchste Gebäude der Stadt und eine der größten noch erhaltenen Feldsteinkirchen der Mark Brandenburg.
Die Kirche gehört zum Kirchenkreis Oderland-Spree der Evangelischen Kirche Berlin-Brandenburg-schlesische Oberlausitz.

## Lage
Die Marienkirche befindet sich an der Predigerstraße, einer Nebenstraße der Großen Straße, im Zentrum der Stadt Strausberg, nicht weit vom östlichen Ufer des Straussees und der Stadtmauer entfernt.

## Bau
Der am Übergang zwischen Romanik und Gotik aus Feld- und Backsteinen errichtete schnörkellose Kirchenbau hat die Form einer dreischiffigen Pfeilerbasilika. Auffällig sind der massive, hohe Turm des Gebäudes und die kleine Annenkapelle an der Südseite des Chors.

## Geschichte
Im 13. Jahrhundert wurden im Barnim viele Siedlungen offiziell zu Städten ernannt. Im Zuge der Verleihung des Stadtrechts wurde auch Strausberg mit einer Pfarrei ausgestattet, die mit dem Bau der Marienkirche um 1250 ihre dazugehörige Stadtpfarrkirche erhielt.
Nach der Errichtung von St. Marien als Stadtpfarrkirche in der Mitte des 13. Jahrhunderts erfolgte in den Jahren 1341/42 nach einem Brand eine Renovierung und teilweise Wölbung der Kirche. 1432 stand die Kirche erneut in Brand, Teile ihres Inneren stürzten ein. Ab 1448 folgte ein Umbau der Kirche, der u. a. den Bau des Chors mit Sternengewölbe, die Kreuzrippenwölbung des ursprünglich flachen Daches des Langhauses sowie die Einrichtung einer Glockenstube und eines Rundbogenfensters im Turm beinhaltete. Auch die Gewölbemalereien wurden 1448 fertiggestellt. 1549 wurde das Gewölbe der Annenkapelle entfernt. 1747 kam es zur Ergänzung des Turmes durch einen 50 m hohen, barocken Holzaufsatz mit Laterne, Kugel und Kreuz. Im Jahre 1815 wurde die Annenkapelle mit einem klassizistischen Portal geschmückt, 1922 wurde der hölzerne Turmaufsatz wieder abgerissen. Im Jahre 2004 feierte die Stadt Strausberg das 750-jährige Jubiläum der Marienkirche.

## Ausstattung
Das Innere der Marienkirche beherbergt neben einer zu Beginn des 18. Jahrhunderts geschaffenen barocken Holzkanzel einen aus Rosenholz geschnitzten Flügelaltar von 1520. In der Mitte des Altars befinden sich eine Marienfigur mit Jesuskind und Strahlenkranz, seitlich davon thronen verschiedene Heiligenfiguren. Die Flügel enthalten Nachbildungen der zwölf Apostel. Das Gewölbe der Kirche ist mit umfangreichen spätgotischen Gewölbemalereien verziert, die 1448 entstand und 1524 erneuert wurde. Im Chor sind unter anderem der Weltenrichter, die Krönung Mariens sowie musizierende Engel zu sehen. Die Ranken im Kirchenschiff führten zur Bezeichnung „Himmelswiese“. Die Kanzel entstand im 18. Jahrhundert und ist mit Sprüchen aus der Bibel verziert.
In der Kirche befindet sich außerdem auch das Epitaph von Andreas Angelus, dem Chronisten der mittelalterlichen Geschichte der Mark Brandenburg.
Ein Seitenportal aus der Zeit um 1784 stammt vermutlich vom Erbauer des Brandenburger Tors, Carl Gotthard Langhans. Es diente als Eingang zu seiner Grabpyramide, die aus einem Vor- und einem Hauptraum bestand, die beide mit einem Opaion ausgestattet waren. Im Jahr 1815 erwarb der damalige Inspektor des Strausberger Landesarmenhauses F. W. Haberkorn das Portal, der zu dieser Zeit vermutlich auch als Superintendent tätig war. Er ließ den Buchstaben H und die Jahreszahl 1815 in das Tympanon einmeißeln. Portal und Vorraum sind im Jahr 2024 sanierungsbedürftig. Die Kirchengemeinde hat eine Spendenaktion gestartet, um das Bauwerk zu sanieren.
Außerdem ist eine für die Form der Stadtpfarrkirche äußerst seltene Büßerzelle vorhanden. Zwei Kindergrabsteine stammen aus der Zeit um 1620.

### Orgel

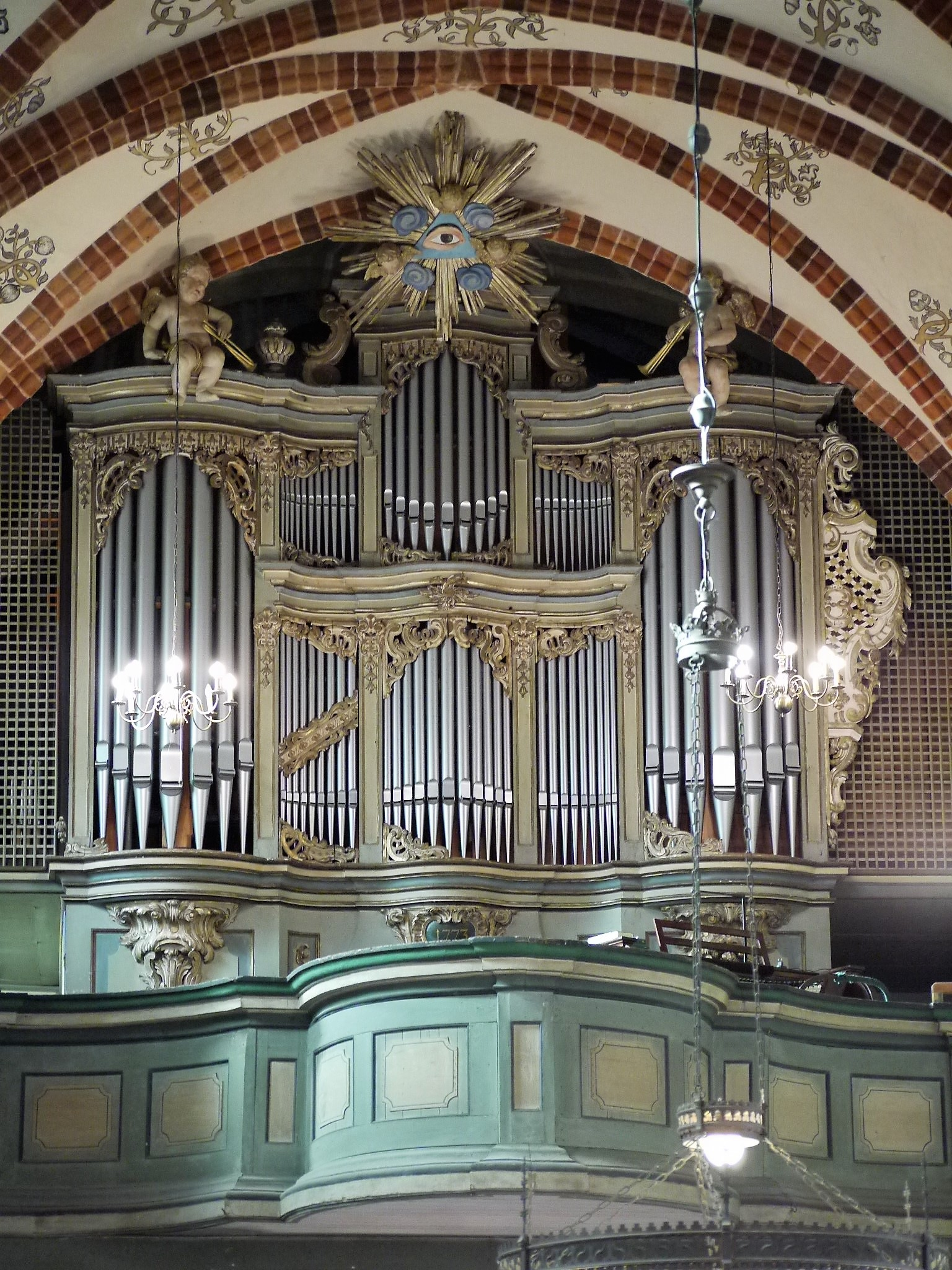
Sauer-Orgel

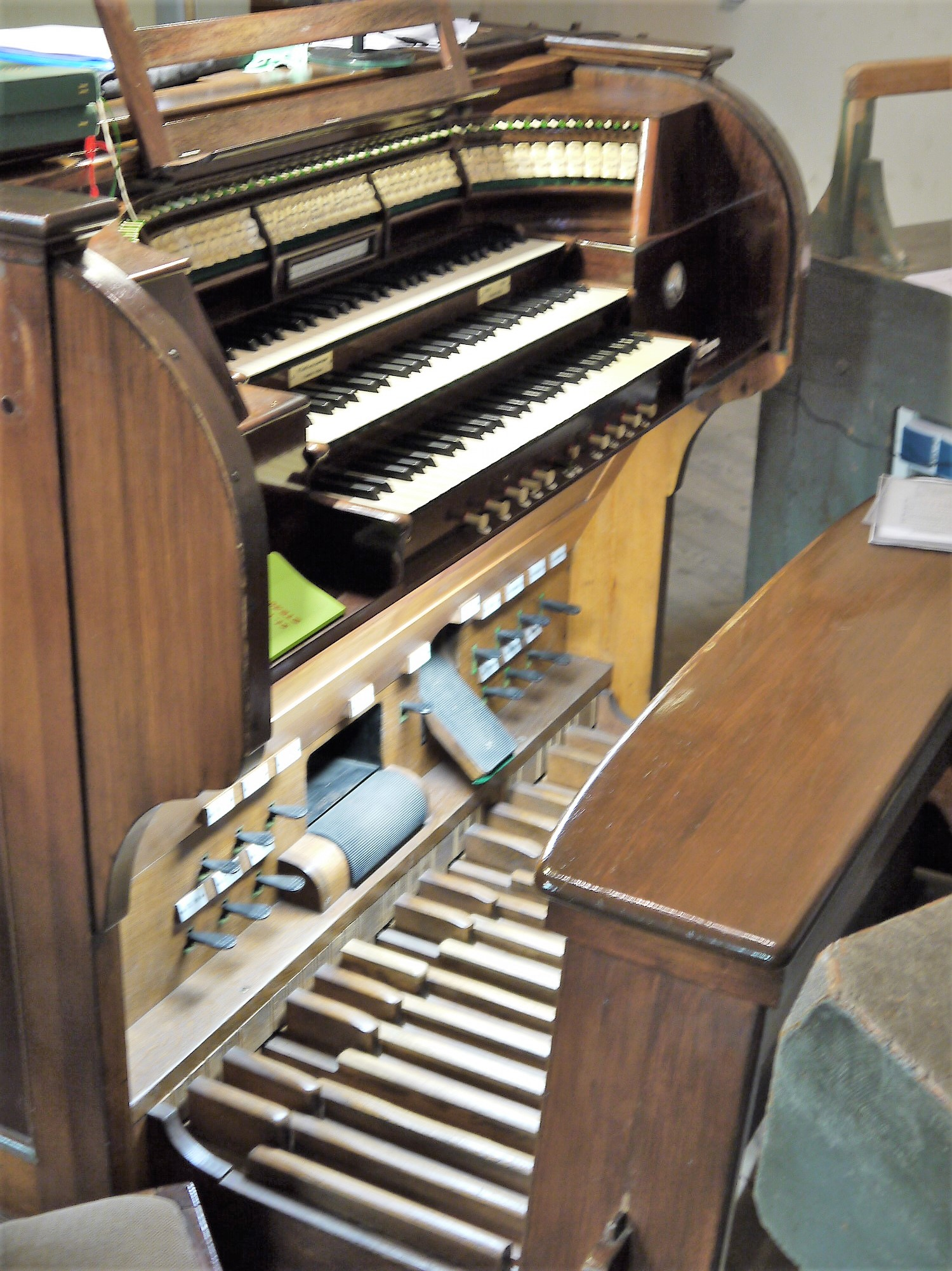
Spieltisch

Die erste Orgel von St. Marien war ein kleines Positiv aus dem Jahr 1534. 1594 erhielt St. Marien eine neue Orgel des Orgelbauers Martin Voigt (Coburg). Dieses Instrument wurde im Dreißigjährigen Krieg schwer beschädigt und erst 1707 restauriert. In den Jahren 1773–1774 errichtete der Orgelbauer Ernst Julius Marx (Berlin) eine neue Orgel. Das Instrument kostete 1430 Taler; es hatte 27 Haupt- und 7 Nebenregister mit insgesamt 1.451 Pfeifen; aus Geldmangel wurden die fünf höchsten Töne sowie der tiefste Ton jeweils weggelassen. Der Orgelprospekt war reich geschnitzt; von ihm sind bis heute das Gottesauge und die beiden Putten erhalten. Im Ersten Weltkrieg mussten die großen Prospektpfeifen zu Rüstungszwecken abgegeben werden. Nach dem Krieg errichtete die Orgelbaufirma  W. Sauer Orgelbau Frankfurt (Oder) im Jahre 1929 ein neues Instrument mit 37 Registern (2.460 Pfeifen) auf drei Manualwerken und Pedal; das Orgelgehäuse blieb erhalten, wurde aber jeweils seitlich erweitert. Die Orgel blieb im Zweiten Weltkrieg unversehrt. Sie wurde zuletzt 2015 von dem Orgelbauer Christian Scheffler (Sieversdorf) saniert.
| I Hauptwerk C–g3 |                |       |
| 1.               | Bourdun        | 16′   |
| 2.               | Prinzpal       | 8′    |
| 3.               | Floete         | 8′    |
| 4.               | Gamba          | 8′    |
| 5.               | Octave         | 4′    |
| 6.               | Blockfloete    | 4′    |
| 7.               | Quinte         | 2 ⁄3′ |
| 8.               | Octave         | 2′    |
| 9.               | Cornett III-IV |       |
| 10.              | Mixtur V       |       |
| 11.              | Trompete       | 8′    |

| II. Manualwer C–g3 |           |       |
| 12.                | Prinzipal | 8′    |
| 13.                | Quintatön | 8′    |
| 14.                | Dolce     | 8′    |
| 15.                | Prinzipal | 4′    |
| 16.                | Quinte    | 2 ⁄3′ |
| 17.                | Octave    | 2′    |
| 18.                | Sifflöte  | 1′    |
| 19.                | Cymbel II |       |

| III. Manualwerk C–g3 |                |       |
| 20.                  | Liebl. Gedeckt | 16′   |
| 21.                  | Nachthorn      | 8′    |
| 22.                  | Salicional     | 8′    |
| 23.                  | Vox Coelestis  | 8′    |
| 24.                  | Rohrflöte      | 4′    |
| 25.                  | Trompete       | 4′    |
| 26.                  | Waldflöte      | 2′    |
| 27.                  | Sesquialter II | 2 ⁄3′ |
| 28.                  | Krummhorn      | 8′    |

| Pedal C–f1 |           |     |
| 29.        | Prinzipal | 16′ |
| 30.        | Subbaß    | 16′ |
| 31.        | Echobaß   | 16′ |
| 32.        | Octavbaß  | 8′  |
| 33.        | Cello     | 8′  |
| 34.        | Principal | 4′  |
| 35.        | Rohrflöte | 4′  |
| 36.        | Mixtur IV |     |
| 37.        | Posaune   | 16′ |

- Koppeln:

### Glocken

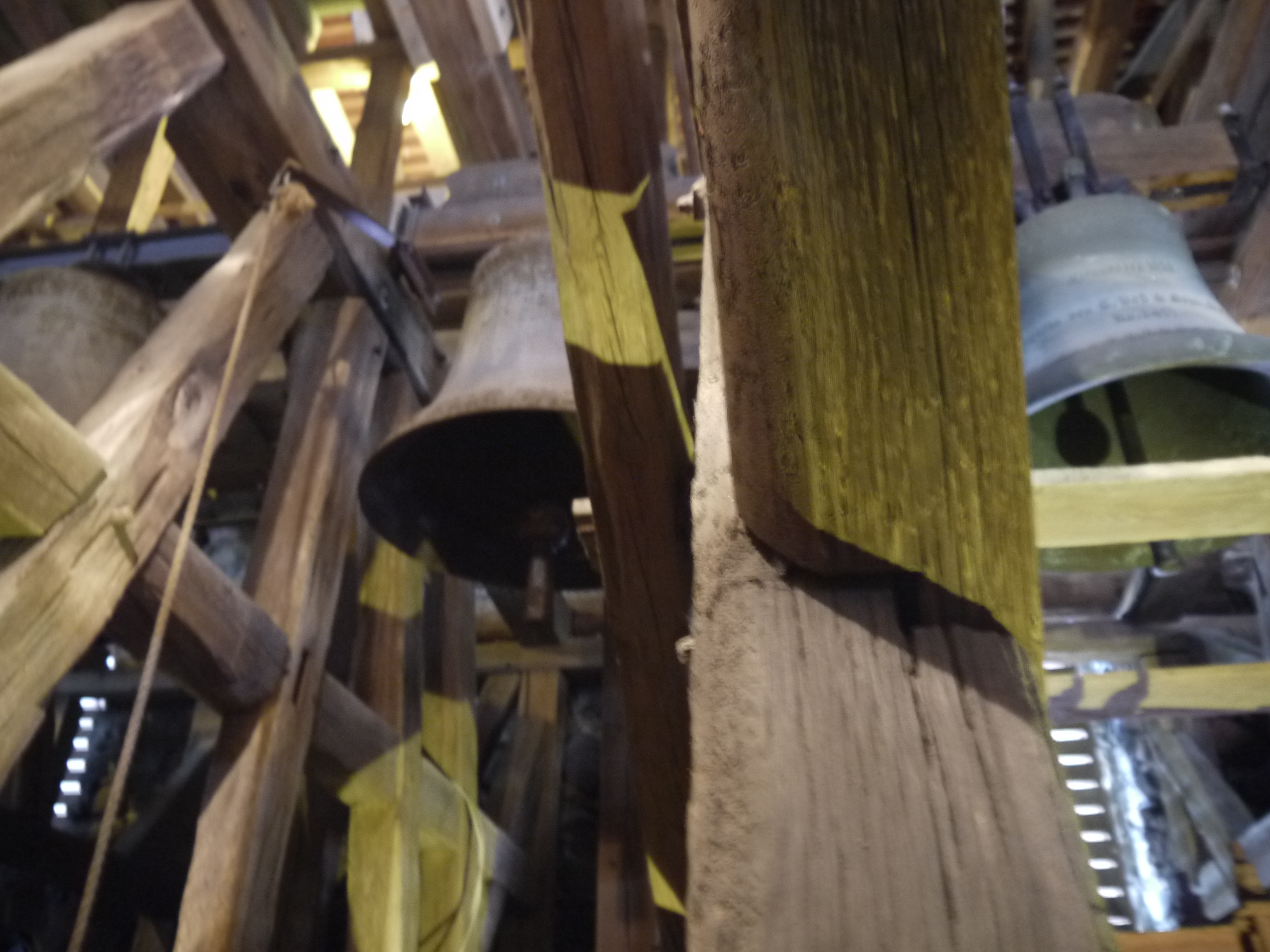
Die Glocken

St. Marien verfügt über ein fünfstimmiges Geläut. Es besteht aus zwei Bronzeglocken aus den Jahren 1928 und 1950, die elektrisch geläutet werden, und drei Stahlglocken aus dem Jahr 1960. Die Stahlglocken wurden für die St.-Matthäus-Gemeinde in Berlin-Tiergarten gegossen, 1989 an die Kirchengemeinde St. Marien verschenkt und sind seit 1994 im Turm untergebracht. Diese werden, wie es in wenigen Kirchen noch üblich ist, per Hand geläutet. Bis 2016 wurden die Stahlglocken nur bei besonderen Anlässen geläutet, wurden aber danach ins Hauptgeläut integriert und läuten nun auch mit den Bronzeglocken zusammen.
| Nr. | Name           | Gussjahr | Gießer                       | Material | Masse (kg) | Durchmesser (cm) | Schlagton | Inschrift                                                                                                |
| --- | -------------- | -------- | ---------------------------- | -------- | ---------- | ---------------- | --------- | --- |
| 1   | Auferstehung   | 1950     | Schilling und Söhne (Apolda) | Bronze   | 1181       | 128              | es1       | Friede sei mit euch Joh 20.19                                                                            |
| 2   | Gotteslob      | 1928     | Carl Voss (Stettin)          | Bronze   | 0800       | 110              | ges1      | Geopfert für Deutschlands Wehr, neu erstanden zu Gottes Ehr – 1928 – Gegossen von C. Voss & Sohn Stettin |
| 3   | Barmherzigkeit | 1960     | Bochumer Verein              | Stahl    | 2084       | 160              | d1        | Alle die ihr mühselig und beladen seid Mt. 11,28                                                         |
| 4   | Gnade          | 1960     | Bochumer Verein              | Stahl    | 1125       | 130              | f1        | Trachtet am ersten nach dem Reich Gottes Mt. 6.33                                                        |
| 5   | Segen          | 1960     | Bochumer Verein              | Stahl    | 0440       | 080              | g1        | Ich bin bei euch alle Tage bis an der Welt Ende Mt. 28,20                                                |